# Грнчаре
Грнчаре (алб. Gërnçar) је насељено место у општини Призрен, на Косову и Метохији. Према попису становништва из 2011. у насељу је живело 1.318 становника.

## Становништво
Према попису из 2011. године, Грнчаре има следећи етнички састав становништва:
| Националност | 2011.          |
| Бошњаци      | 1.285 (97,50%) |
| Албанци      | 12 (0,91%)     |
| Турци        | 6 (0,46%)      |
| остали       | 15 (1,13%)     |
| Укупно       | 1.318          |

| Демографија | Демографија | Демографија |
| Година      | Становника  | Становника  |
| ----------- | ----------- | ----------- |
| 1948.       | 396         |             |
| 1953.       | 428         |             |
| 1961.       | 562         |             |
| 1971.       | 816         |             |
| 1981.       | 1.028       |             |
| 1991.       | 1.185       |             |
| 2011.       | 1.318       |             |